# Cún
Cún község Baranya vármegyében, a Siklósi járásban.

## Fekvése
A település Baranya vármegye déli részén, a Dráva völgyében, az Ormánság területén, Harkánytól délnyugat-nyugatra, Kémes délnyugati és Szaporca nyugati szomszédságában helyezkedik el.

### Megközelítése
Zsáktelepülés, közúton csak a Harkány-Sellye-Darány közt húzódó 5804-es út felől érhető el, Kémes központjában letérve az 58 127-es számú mellékúton.

## Története
Cún nevét az oklevelek 1244-ben említették először Chun néven. 1332-ben Chun, 1479-ben Czwn alakban írták nevét.
Az 1200-as évek elején a település az örökös nélkül elhalt János fia János és Péter birtoka volt. 1244-ben IV. Béla király Albert ispán fiának, Sup ispánnak adta, és határát leíratta. A falu a török hódoltság alatt is állandóan lakott volt. A település lakossága a 17. század és a 19. század folyamán is magyar volt.
Cún külterülete napjainkban nagyrészt a Duna–Dráva Nemzeti Park kezelésében áll, tekintettel arra, hogy az itt elterülő Cún–Szaporca-holtágrendszer a Dráva-medence legnagyobb, és érintetlen volta miatt természetvédelmileg a legjelentősebb egybefüggő holtágrendszere.

## Közélete

### Polgármesterei
- 1990–1993: Magyar János (független)[4][5]
- 1994–1994:
- 1994–1998: Géczi János (független)[6]
- 1998–2002: Magyarpolányi Tibor (független)[7]
- 2002–2006: Vas Sándor (független)[8]
- 2006–2010: Vas Sándor (független)[9]
- 2010–2014: Vas Sándor (független)[10]
- 2014–2019: Dudás János (független)[11]
- 2019–2022: Döme Szilárd (Fidesz-KDNP)[12]
- 2022–2024: Döme Szilárd (Fidesz-KDNP)[13]
- 2024– : Döme Szilárd (Fidesz-KDNP)[1]

A településen 2022. június 26-án időközi polgármester-választást (és képviselő-testületi választást) kellett tartani, mert a korábbi képviselő-testület 2022. január 6-án feloszlatta magát. A választáson a hivatalban lévő polgármester is elindult, és négy jelölt közül egymaga meg tudta szerezni a szavazatok több mint 55 %-át, ezzel pedig megtarthatta pozícióját.

## Népesség
A település népességének változása:
| Lakosok száma | 245  | 252  | 230  | 210  | 186  | 202  | 195  | 190  |
|               | 2013 | 2014 | 2015 | 2019 | 2021 | 2022 | 2023 | 2024 |

A 2011-es népszámlálás során a lakosok 93,5%-a magyarnak, 13,9% cigánynak, 1,6% horvátnak, 1,2% németnek mondta magát (6,5% nem nyilatkozott; a kettős identitások miatt a végösszeg nagyobb lehet 100%-nál). A vallási megoszlás a következő volt: római katolikus 59,2%, református 19,2%, felekezeten kívüli 15,5% (6,1% nem nyilatkozott).
2022-ben a lakosság 93,6%-a vallotta magát magyarnak, 19,3% cigánynak, 1% németnek, 0,5% horvátnak, 0,5% egyéb, nem hazai nemzetiségűnek (6,4% nem nyilatkozott; a kettős identitások miatt a végösszeg nagyobb lehet 100%-nál). Vallásuk szerint 56,4% volt római katolikus, 10,9% református, 0,5% görög katolikus, 3,5% egyéb katolikus, 15,3% felekezeten kívüli (13,4% nem válaszolt).

## Nevezetességei
- Református templom
- Gádoros ház
- Több száz éves tölgyfa

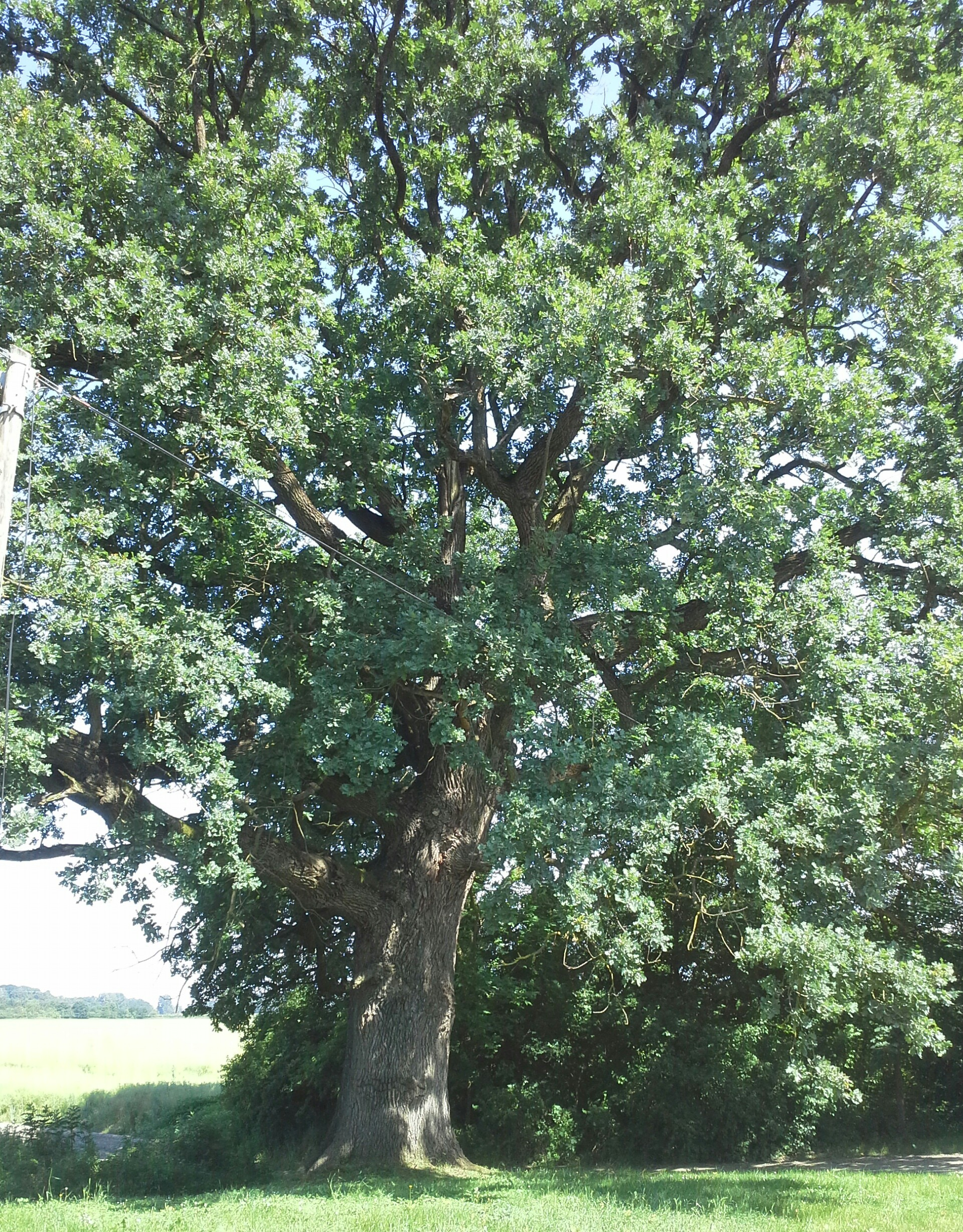
Cún több száz éves tölgyfája

- Cún–Szaporca-holtágrendszer – a Dráva gazdag és értékes élővilágú holtágai a falu határában